# Catégorie FIA Platine
La catégorie Platine est une catégorie de pilotes FIA qui fait partie de la catégorisation créée par la Fédération Internationale de l'Automobile et répertorie les pilotes en fonction de leurs réalisations, de leurs performances et de leur âge. Cette catégorisation est utilisée dans les championnats de courses de voitures de sport tels que le Championnat du monde d'endurance FIA, le WeatherTech SportsCar Championship, l'European Le Mans Series, etc. Les listes FIA WEC et FIA GT3, auparavant distinctes, ont fusionné en 2015. La catégorisation initiale est basée sur l'âge du conducteur et son parcours professionnel. Les championnats qui utilisent les classements FIA doivent accepter de soumettre des données pertinentes à la FIA.

## Exigences pour la catégorie Platine
Les classements des pilotes sont révisés chaque année et publiés en décembre.

### Définition générale
- titulaire actuel ou passé de la Super Licence de la FIA, licences d'entraînement incluses ;
- performances au niveau du pilote Platine ;
- pilote professionnel.

### Résultats en compétition
- terminer sur le podium dans une catégorie Pro dans une grande course d'endurance (24 Heures du Mans, 24 Heures de Daytona (DPi), 24 Heures de Spa, 24 Heures du Nürburgring) ;
- top 5 au classement général en IndyCar Series, Supercars Championship, Championnat de Formule 2 FIA, Formule E ou tout autre Championnat du Monde FIA ;
- gagner le WeatherTech SportsCar Championship dans une catégorie professionnelle (GTP) ;
- gagner le GT World Challenge Europe, Asia et America, ADAC GT Masters et une catégorie Pro dans une course d'endurance majeure entraînerait également une mise à niveau vers Platinum.

### Age
- Les pilotes perdent un grade la saison suivant leur cinquantième anniversaire (à partir de 2023, les déclassements d'âge commenceront après l'âge de 55 ans) ; aucun pilote de plus de 50 ans ne peut être classé au-dessus de l'Or.

### Critères discrétionnaires
Les pilotes dont les performances et les accomplissements sont d'un niveau jugé suffisant, bien qu'ils ne soient pas couverts par l'une des définitions ci-dessus, peuvent être considérés comme Platine par la FIA.

## Pilotes actuels
Il s'agit de la liste publiée sur le site Internet de la FIA au début de la saison 2023 et comprend 223 pilotes titulaires de la licence Platine.
| Nom                    | Pays             | Championnat actuel/plus récent | Notes  |
| ---------------------- | ---------------- | --- | ------ |
| Jonathan Adam          | Royaume-Uni      | 2023 British GT Championship/European Le Mans Series 2023                                                                                                |        |
| Alex Albon             | Thaïlande        | Championnat du monde de Formule 1 2023 | [ 4 ]  |
| Jack Aitken            | Royaume-Uni      | WeatherTech SportsCar Championship 2023/Championnat DTM 2023                                                                                             |        |
| Filipe Albuquerque     | Portugal         | WeatherTech SportsCar Championship 2023/Championnat du monde d'endurance FIA 2023                                                                        |        |
| Mikhaïl Alechine       | Russie           | Championnat du monde d'endurance FIA 2018-2019/Blancpain GT Series Endurance Cup 2019                                                                    |        |
| Fernando Alonso        | Espagne          | Championnat du monde de Formule 1 2023 | [ 4 ]  |
| Michael Ammermüller    | Allemagne        | 2022 Porsche Supercup | [ 5 ]  |
| Lucas Auer             | Autriche         | Championnat DTM 2023 |        |
| Klaus Bachler          | Autriche         | WeatherTech SportsCar Championship 2023/GT World Challenge Europe Endurance Cup 2023                                                                     |        |
| Bertrand Baguette      | Belgique         | Super GT 2023 | [ 6 ]  |
| Earl Bamber            | Nouvelle-Zélande | Championnat du monde d'endurance FIA 2023 |        |
| Ben Barnicoat          | Royaume-Uni      | WeatherTech SportsCar Championship 2023/European Le Mans Series 2023                                                                                     |        |
| Robert Bell            | Royaume-Uni      | 2023 British GT Championship | [ 7 ]  |
| Jörg Bergmeister       | Allemagne        | Championnat du monde d'endurance FIA 2018-2019 |        |
| Timo Bernhard          | Allemagne        | WeatherTech SportsCar Championship 2019 | [ 8 ]  |
| Sam Bird               | Royaume-Uni      | Championnat du monde de Formule E FIA 2022-2023 |        |
| Tom Blomqvist          | Royaume-Uni      | WeatherTech SportsCar Championship 2023/Championnat du monde d'endurance FIA 2023                                                                        |        |
| Mirko Bortolotti       | Italie           | Championnat du monde d'endurance FIA 2023/GT World Challenge Europe Endurance Cup 2023/Championnat DTM 2023                                              |        |
| Valtteri Bottas        | Finlande         | Championnat du monde de Formule 1 2023 | [ 4 ]  |
| Sébastien Bourdais     | France           | WeatherTech SportsCar Championship 2023 |        |
| Ryan Briscoe           | Australie        | Championnat du monde d'endurance FIA 2023 |        |
| Gianmaria Bruni        | Italie           | Championnat du monde d'endurance FIA 2023/European Le Mans Series 2023                                                                                   |        |
| Sébastien Buemi        | Suisse           | Championnat du monde de Formule E FIA 2022-2023/Championnat du monde d'endurance FIA 2023                                                                |        |
| Maximilian Buhk        | Allemagne        | Championnat DTM 2022 |        |
| Kyle Busch             | États-Unis       | NASCAR Cup Series 2023 |        |
| Jenson Button          | Royaume-Uni      | NASCAR Cup Series 2023 |        |
| Yelmer Buurman         | Pays-Bas         | 2023 Nürburgring Langstrecken Series |        |
| Matteo Cairoli         | Italie           | Championnat du monde d'endurance FIA 2023/European Le Mans Series 2023                                                                                   |        |
| James Calado           | Royaume-Uni      | Championnat du monde d'endurance FIA 2023 |        |
| Andrea Caldarelli      | Italie           | GT World Challenge Europe Endurance Cup 2023/Championnat du monde d'endurance FIA 2023/WeatherTech SportsCar Championship 2023                           |        |
| Dane Cameron           | États-Unis       | Championnat du monde d'endurance FIA 2023 |        |
| Matt Campbell          | Australie        | WeatherTech SportsCar Championship 2023 |        |
| Hélio Castroneves      | Brésil           | IndyCar Series 2023 |        |
| Nicky Catsburg         | Pays-Bas         | Championnat du monde d'endurance FIA 2023 |        |
| Max Chilton            | Royaume-Uni      | IndyCar Series 2021 |        |
| Michael Christensen    | Danemark         | Championnat du monde d'endurance FIA 2023 |        |
| Mike Conway            | Royaume-Uni      | Championnat du monde d'endurance FIA 2023 |        |
| Albert Costa           | Espagne          | Championnat du monde d'endurance FIA 2023/GT World Challenge Europe Sprint Cup 2023                                                                      |        |
| Anthony Davidson       | Royaume-Uni      | Championnat du monde d'endurance FIA 2021 |        |
| Nyck de Vries          | Pays-Bas         | Championnat du monde de Formule 1 2023 |        |
| Luis Felipe Derani     | Brésil           | WeatherTech SportsCar Championship 2023 |        |
| Lucas di Grassi        | Brésil           | Championnat du monde de Formule E FIA 2022-2023 |        |
| Paul di Resta          | Royaume-Uni      | Championnat du monde d'endurance FIA 2023/European Le Mans Series 2023                                                                                   |        |
| Scott Dixon            | Nouvelle-Zélande | IndyCar Series 2023 |        |
| Mattia Drudi (en)      | Italie           | GT World Challenge Europe 2023/Championnat DTM 2023 |        |
| Romain Dumas           | France           | Championnat du monde d'endurance FIA 2023 | [ 8 ]  |
| Loïc Duval             | France           | Championnat du monde d'endurance FIA 2023 |        |
| John Edwards           | États-Unis       | WeatherTech SportsCar Championship 2023/2023 GT World Challenge America                                                                                  |        |
| Chase Elliott          | États-Unis       | NASCAR Cup Series 2023 |        |
| Philipp Eng            | Autriche         | WeatherTech SportsCar Championship 2023/GT World Challenge Europe Endurance Cup 2023                                                                     |        |
| Tomáš Enge             | Tchéquie         | Blancpain GT Series Endurance Cup 2017 | [ 9 ]  |
| Maro Engel             | Allemagne        | GT World Challenge Europe Endurance Cup 2023/Championnat DTM 2023                                                                                        | [ 10 ] |
| Marcus Ericsson        | Suède            | IndyCar Series 2023 |        |
| Joel Eriksson          | Suède            | 2023 Nürburgring Langstrecken Series |        |
| Kévin Estre            | France           | Championnat du monde d'endurance FIA 2023 |        |
| Augusto Farfus         | Brésil           | WeatherTech SportsCar Championship 2023/GT World Challenge Europe Endurance Cup 2023                                                                     |        |
| António Félix da Costa | Portugal         | Championnat du monde de Formule E FIA 2022-2023/Championnat du monde d'endurance FIA 2023                                                                |        |
| Ricardo Feller (en)    | Suisse           | GT World Challenge Europe 2023/Championnat DTM 2023 |        |
| Giancarlo Fisichella   | Italie           | 2023 Italian GT Championship |        |
| Norberto Fontana       | Argentine        | 2023 Turismo Carretera |        |
| Robin Frijns           | Pays-Bas         | Championnat du monde de Formule E FIA 2022-2023/Championnat du monde d'endurance FIA 2023                                                                |        |
| Antonio Fuoco          | Italie           | Championnat du monde d'endurance FIA 2023/GT World Challenge Europe Endurance Cup 2023                                                                   |        |
| Marcel Fässler         | Suisse           | WeatherTech SportsCar Championship 2020 |        |
| Antonio Garcia         | Espagne          | WeatherTech SportsCar Championship 2023 |        |
| Pierre Gasly           | France           | Championnat du monde de Formule 1 2023 | [ 4 ]  |
| Luca Ghiotto           | Italie           | 2022 GT World Challenge Europe |        |
| Antonio Giovinazzi     | Italie           | Championnat du monde d'endurance FIA 2023 |        |
| Timo Glock             | Allemagne        | Championnat DTM 2021 |        |
| Tristan Gommendy       | France           | European Le Mans Series 2021 |        |
| Jules Gounon           | France           | WeatherTech SportsCar Championship 2023/GT World Challenge Europe Endurance Cup 2023/2023 British GT Championship                                        |        |
| Maximilian Götz        | Allemagne        | GT World Challenge Europe Endurance Cup 2023/2023 GT World Challenge Asia                                                                                |        |
| Jamie Green            | Royaume-Uni      | Championnat DTM 2020 |        |
| Romain Grosjean        | France           | IndyCar Series 2023 |        |
| Esteban Guerrieri      | Argentine        | Championnat du monde d'endurance FIA 2023 |        |
| Esteban Gutiérrez      | Mexique          | Championnat du monde d'endurance FIA 2022 |        |
| Ross Gunn              | Royaume-Uni      | WeatherTech SportsCar Championship 2024 |        |
| Maximilian Günther     | Allemagne        | Championnat du monde de Formule E FIA 2022-2023 |        |
| Christopher Haase      | Allemagne        | GT World Challenge Europe 2023 |        |
| Lewis Hamilton         | Royaume-Uni      | Championnat du monde de Formule 1 2023 | [ 4 ]  |
| Timmy Hansen           | Suède            | 2023 FIA World Rallycross Championship |        |
| Dan Harper (en)        | Royaume-Uni      | GT World Challenge Europe Endurance Cup 2023/2023 British GT Championship                                                                                |        |
| Brendon Hartley        | Nouvelle-Zélande | Championnat du monde d'endurance FIA 2023 |        |
| Rio Haryanto           | Indonésie        | Asian Le Mans Series 2019-2020 |        |
| Ryō Hirakawa           | Japon            | Championnat du monde d'endurance FIA 2023/2023 Super Formula Championship                                                                                | [ 6 ]  |
| Kohei Hirate           | Japon            | Super GT 2023 | [ 6 ]  |
| Nico Hülkenberg        | Allemagne        | Championnat du monde de Formule 1 2023 |        |
| Ryan Hunter-Reay       | États-Unis       | IndyCar Series 2023 |        |
| Callum Ilott           | Royaume-Uni      | IndyCar Series 2023 |        |
| Hiroaki Ishiura        | Japon            | Super GT 2023 | [ 6 ]  |
| Mathieu Jaminet        | France           | WeatherTech SportsCar Championship 2023 |        |
| Neel Jani              | Suisse           | Championnat du monde d'endurance FIA 2023 |        |
| Oliver Jarvis          | Royaume-Uni      | Championnat du monde d'endurance FIA 2023 |        |
| Mikkel Jensen          | Danemark         | Championnat du monde d'endurance FIA 2023/WeatherTech SportsCar Championship 2023                                                                        |        |
| Jimmie Johnson         | États-Unis       | NASCAR Cup Series 2023 |        |
| Daniel Juncadella      | Espagne          | WeatherTech SportsCar Championship 2023 |        |
| Tony Kanaan            | Brésil           | 2023 Stock Car Pro Series |        |
| Marvin Kirchhöfer      | Allemagne        | GT World Challenge Europe Endurance Cup 2023/2023 British GT Championship                                                                                |        |
| Christian Klien        | Autriche         | GT World Challenge Europe Sprint Cup 2023 |        |
| Kamui Kobayashi        | Japon            | Championnat du monde d'endurance FIA 2023/2023 Super Formula Championship                                                                                |        |
| Heikki Kovalainen      | Finlande         | 2021 Super GT Series | [ 6 ]  |
| Robert Kubica          | Poland           | Championnat du monde d'endurance FIA 2023 |        |
| Yuji Kunimoto          | Japon            | Super GT 2023/2023 Super Formula Championship | [ 6 ]  |
| Daniil Kvyat           | Russie           | Championnat du monde d'endurance FIA 2023 |        |
| Nicolas Lapierre       | France           | Championnat du monde d'endurance FIA 2022/European Le Mans Series 2022                                                                                   |        |
| Nicholas Latifi        | Canada           | Championnat du monde de Formule 1 2022 | [ 4 ]  |
| Charles Leclerc        | Monaco           | Championnat du monde de Formule 1 2023 | [ 4 ]  |
| Côme Ledogar           | France           | GT World Challenge Europe Endurance Cup 2022 |        |
| Richard Lietz          | Autriche         | European Le Mans Series 2023 |        |
| Dennis Lind (en)       | Danemark         | GT World Challenge Europe Endurance Cup 2023/2023 GT World Challenge Asia                                                                                |        |
| Patrick Long           | États-Unis       | WeatherTech SportsCar Championship 2021 |        |
| José María López       | Argentine        | Championnat du monde d'endurance FIA 2023/European Le Mans Series 2023                                                                                   |        |
| André Lotterer         | Allemagne        | Championnat du monde de Formule E FIA 2022-2023/Championnat du monde d'endurance FIA 2023                                                                |        |
| Craig Lowndes          | Australie        | 2019 Supercars Championship |        |
| Alex Lynn              | Royaume-Uni      | Championnat du monde d'endurance FIA 2023/European Le Mans Series 2023                                                                                   |        |
| Kevin Magnussen        | Danemark         | Championnat du monde de Formule 1 2023 | [ 4 ]  |
| Frédéric Makowiecki    | France           | Championnat du monde d'endurance FIA 2023 |        |
| Pastor Maldonado       | Venezuela        | Championnat du monde d'endurance FIA 2018-2019 |        |
| Marco Mapelli (en)     | Italie           | GT World Challenge Europe Endurance Cup 2023/2023 ADAC GT Masters                                                                                        |        |
| Raffaele Marciello     | Italie           | GT World Challenge Europe 2023/2023 British GT Championship                                                                                              |        |
| Dennis Marschall (en)  | Allemagne        | GT World Challenge Europe 2023 |        |
| Maxime Martin          | Belgique         | GT World Challenge Europe 2023 |        |
| Tsugio Matsuda         | Japon            | Super GT 2023 | [ 6 ]  |
| Nikita Mazepin         | Russie           | Asian Le Mans Series 2023 |        |
| Jaime Melo             | Brésil           | 2017 Italian GT Championship |        |
| Gustavo Menezes        | États-Unis       | Championnat du monde d'endurance FIA 2023 |        |
| Roberto Merhi          | Espagne          | Championnat du monde de Formule E FIA 2022-2023/\|Super GT 2023                                                                                          |        |
| Norbert Michelisz      | Hongrie          | 2023 TCR World Tour |        |
| Christopher Mies       | Allemagne        | GT World Challenge Europe 2023 |        |
| Tommy Milner           | États-Unis       | WeatherTech SportsCar Championship 2023 |        |
| Miguel Molina          | Espagne          | Championnat du monde d'endurance FIA 2023 |        |
| Juan Pablo Montoya     | Colombie         | European Le Mans Series 2023 |        |
| Edoardo Mortara        | Italie           | Championnat du monde de Formule E FIA 2022-2023 |        |
| Stefan Mücke           | Allemagne        | Championnat du monde d'endurance FIA 2018-2019 |        |
| Dirk Müller            | Allemagne        | WeatherTech SportsCar Championship 2022 | [ 8 ]  |
| Nico Müller            | Suisse           | Championnat du monde de Formule E FIA 2022-2023/Championnat du monde d'endurance FIA 2023                                                                |        |
| Hideki Mutoh           | Japon            | 2022 Super GT Series |        |
| Kazuki Nakajima        | Japon            | Championnat du monde d'endurance FIA 2021 |        |
| Felipe Nasr            | Brésil           | WeatherTech SportsCar Championship 2023 |        |
| Josef Newgarden        | États-Unis       | IndyCar Series 2023 |        |
| Patric Niederhauser    | Suisse           | GT World Challenge Europe 2023/Championnat DTM 2023 |        |
| Nicklas Nielsen        | Danemark         | Championnat du monde d'endurance FIA 2023/GT World Challenge Europe Endurance Cup 2023                                                                   |        |
| Lando Norris           | Royaume-Uni      | Championnat du monde de Formule 1 2023 | [ 4 ]  |
| Esteban Ocon           | France           | Championnat du monde de Formule 1 2023 | [ 4 ]  |
| Sébastien Ogier        | France           | Championnat du monde des rallyes 2023 |        |
| João Paulo de Oliveira | Brésil           | Super GT 2023/Championnat du monde d'endurance FIA 2023                                                                                                  |        |
| Dennis Olsen           | Norvège          | GT World Challenge Europe Endurance Cup 2023/Championnat DTM 2023                                                                                        |        |
| Kazuya Ōshima          | Japon            | Super GT 2023/2023 Super Formula Championship |        |
| Gary Paffett           | Royaume-Uni      | Championnat de Formule E FIA 2018-2019 |        |
| Simon Pagenaud         | France           | IndyCar Series 2023 |        |
| Álvaro Parente         | Portugal         | 2023 GT World Challenge Asia |        |
| Jordan Pepper          | Afrique du Sud   | WeatherTech SportsCar Championship 2023/GT World Challenge Europe 2023                                                                                   |        |
| Franck Perera          | France           | GT World Challenge Europe 2023/Championnat DTM 2023 |        |
| Sergio Pérez           | Mexique          | Championnat du monde de Formule 1 2023 | [ 4 ]  |
| Vitaly Petrov          | Russie           | Championnat du monde d'endurance FIA 2018-2019 |        |
| Oscar Piastri          | Australie        | Championnat du monde de Formule 1 2023 |        |
| Alessandro Pier Guidi  | Italie           | Championnat du monde d'endurance FIA 2023 |        |
| Patrick Pilet          | France           | WeatherTech SportsCar Championship 2023 |        |
| Nelson Piquet Jr.      | Brésil           | 2023 Stock Car Pro Series/European Le Mans Series 2023                                                                                                   | [ 11 ] |
| Olivier Pla            | France           | Championnat du monde d'endurance FIA 2023 |        |
| Will Power             | Australie        | IndyCar Series 2023 |        |
| Andy Priaulx           | Royaume-Uni      | Coupe du monde FIA des voitures de tourisme 2019 |        |
| Nicolas Prost          | France           | Ultimate Cup Series 2022 |        |
| Kimi Räikkönen         | Finlande         | Championnat du monde de Formule 1 2021 |        |
| René Rast              | Allemagne        | Championnat du monde de Formule E FIA 2022-2023 |        |
| Davide Rigon           | Italie           | Championnat du monde d'endurance FIA 2023/WeatherTech SportsCar Championship 2023/GT World Challenge Europe Endurance Cup 2023                           |        |
| Mike Rockenfeller      | Allemagne        | WeatherTech SportsCar Championship 2023 |        |
| Alexander Rossi        | États-Unis       | IndyCar Series 2023 |        |
| Matías Rossi (en)      | Argentine        | 2023 Stock Car Pro Series/2023 Turismo Carretera |        |
| James Rossiter         | Royaume-Uni      | Championnat du monde d'endurance FIA 2022 |        |
| Alessio Rovera         | Italie           | Championnat du monde d'endurance FIA 2023/WeatherTech SportsCar Championship 2023/GT World Challenge Europe Endurance Cup 2023                           |        |
| Oliver Rowland         | Royaume-Uni      | Championnat du monde de Formule E FIA 2022-2023 |        |
| George Russell         | Royaume-Uni      | Championnat du monde de Formule 1 2023 | [ 4 ]  |
| Carlos Sainz Jr.       | Espagne          | Championnat du monde de Formule 1 2023 | [ 4 ]  |
| Logan Sargeant         | États-Unis       | Championnat du monde de Formule 1 2023 |        |
| Timo Scheider          | Allemagne        | 2023 Extreme E Championship |        |
| Mick Schumacher        | Allemagne        | Championnat du monde de Formule 1 2022 | [ 4 ]  |
| Bruno Senna            | Brésil           | Championnat du monde d'endurance FIA 2019-2020 |        |
| Daniel Serra           | Brésil           | Championnat du monde d'endurance FIA 2023/WeatherTech SportsCar Championship 2023/2023 Stock Car Pro Series/GT World Challenge Europe Endurance Cup 2023 |        |
| Robert Shwartzman      | Russie/ Israel   | GT World Challenge Europe Endurance Cup 2023 |        |
| Alexander Sims         | Royaume-Uni      | WeatherTech SportsCar Championship 2023 |        |
| Sergey Sirotkin        | Russie           | GT World Challenge Europe Endurance Cup 2020 |        |
| Marco Sørensen         | Danemark         | WeatherTech SportsCar Championship 2023 |        |
| Andy Soucek            | Espagne          | 2021 International GT Open |        |
| Scott Speed            | États-Unis       | 2021 Nitro Rallycross Championship |        |
| Bruno Spengler         | Canada           | 2023 Italian GT Championship/\|Super GT 2023 |        |
| Richie Stanaway        | Nouvelle-Zélande | 2023 GT World Challenge Asia |        |
| Will Stevens           | Royaume-Uni      | Championnat du monde d'endurance FIA 2023 |        |
| Frank Stippler         | Allemagne        | 2023 Nürburgring Langstrecken Series |        |
| Luca Stolz (en)        | Allemagne        | GT World Challenge Europe Endurance Cup 2023/2023 GT World Challenge Asia/Championnat DTM 2023                                                           |        |
| Lance Stroll           | Canada           | Championnat du monde de Formule 1 2023 | [ 4 ]  |
| Garth Tander (en)      | Australie        | 2022 GT World Challenge Australie |        |
| Nick Tandy             | Royaume-Uni      | WeatherTech SportsCar Championship 2023 |        |
| Jordan Taylor          | États-Unis       | WeatherTech SportsCar Championship 2023 |        |
| Ricky Taylor           | États-Unis       | WeatherTech SportsCar Championship 2023 |        |
| Nicki Thiim            | Danemark         | Championnat du monde d'endurance FIA 2023/European Le Mans Series 2023                                                                                   |        |
| Harry Tincknell        | Royaume-Uni      | Championnat du monde d'endurance FIA 2023 |        |
| Martin Tomczyk         | Allemagne        | GT World Challenge Europe Endurance Cup 2021 |        |
| Benoît Tréluyer        | France           | Championnat DTM 2020 |        |
| Yuki Tsunoda           | Japon            | Championnat du monde de Formule 1 2023 | [ 4 ]  |
| Davide Valsecchi       | Italie           | Blancpain GT Series Sprint Cup 2016 | [ 12 ] |
| Giedo van der Garde    | Pays-Bas         | WeatherTech SportsCar Championship 2023 |        |
| Kelvin van der Linde   | Afrique du Sud   | Championnat DTM 2023/Championnat du monde de Formule E FIA 2022-2023                                                                                     |        |
| Sheldon van der Linde  | Afrique du Sud   | GT World Challenge Europe Endurance Cup 2023/Championnat DTM 2023                                                                                        |        |
| Renger van der Zande   | Pays-Bas         | WeatherTech SportsCar Championship 2023 |        |
| Shane van Gisbergen    | Nouvelle-Zélande | 2023 Supercars Championship |        |
| Stoffel Vandoorne      | Belgique         | Championnat du monde de Formule E FIA 2022-2023 |        |
| Dries Vanthoor         | Belgique         | GT World Challenge Europe 2023 |        |
| Laurens Vanthoor       | Belgique         | Championnat du monde d'endurance FIA 2023 |        |
| Jean-Éric Vergne       | France           | Championnat du monde de Formule E FIA 2022-2023/Championnat du monde d'endurance FIA 2023                                                                |        |
| Sebastian Vettel       | Allemagne        | Championnat du monde de Formule 1 2022 | [ 4 ]  |
| Max Verstappen         | Pays-Bas         | Championnat du monde de Formule 1 2023 | [ 4 ]  |
| Christian Vietoris     | Allemagne        | Blancpain GT Series Endurance Cup 2018 |        |
| Toni Vilander          | Finlande         | Championnat du monde d'endurance FIA 2022 |        |
| Jacques Villeneuve     | Canada           | Championnat du monde d'endurance FIA 2023 |        |
| Charles Weerts (en)    | Belgique         | GT World Challenge Europe 2023 |        |
| Dirk Werner            | Allemagne        | 2021 Nürburgring Langstrecken Series |        |
| Richard Westbrook      | Royaume-Uni      | Championnat du monde d'endurance FIA 2023 |        |
| Jamie Whincup          | Australie        | 2021 Supercars Championship |        |
| Markus Winkelhock      | Allemagne        | GT World Challenge Europe Endurance Cup 2022/2022 ADAC GT Masters                                                                                        |        |
| Marco Wittmann         | Allemagne        | GT World Challenge Europe Endurance Cup 2023/Championnat DTM 2023                                                                                        |        |
| Naoki Yamamoto         | Japon            | Super GT 2023/2023 Super Formula Championship | [ 6 ]  |
| Kenta Yamashita        | Japon            | Super GT 2023/2023 Super Formula Championship |        |
| Nick Yelloly           | Royaume-Uni      | WeatherTech SportsCar Championship 2023/GT World Challenge Europe Endurance Cup 2023                                                                     |        |
| Zhou Guanyu            | Chine            | Championnat du monde de Formule 1 2023 |        |